# Sergi Perelló i Miró
Sergi Perelló i Miró   (Barcelona, 1972) és un sindicalista català, actual secretari general de la Intersindical-CSC (I-CSC).

## Trajectòria
Havent estat de jove militant de la Plataforma per la Unitat d'Acció (PUA), Perelló ha dedicat gran part de la seva trajectòria militant a la solidaritat internacional relacionada amb els drets humans i els drets laborals a Colòmbia, el país amb l'índex més alt d'assassinats i violacions de sindicalistes, donant suport a diversos sindicats i acompanyant comunitats rurals que patien l'assetjament de grups paramilitars i de l'exèrcit. Durant anys va compaginar l'internacionalisme, la feina d'organització dins del sindicat i el treball en una empresa naviliera.
Perelló fou secretari d'organització de la I-CSC entre 2004 i 2013, vicesecretari general des de l'any 2013 i portaveu d'ençà el 2018. El juliol de 2020, passà a ser el secretari general del sindicat independentista, agafant el relleu de Carles Sastre, amb el propòsit de convertir la I-CSC en la tercera força sindical a Catalunya en els pròxims anys i renovar el discurs sindical.
| «               | Sempre he cregut que aquest país necessita un moviment ampli que conjugui l'alliberament nacional i social. Els drets socials i els nacionals són intrínsecs, per mi. La millora de les condicions de vida de les persones està íntimament lligada amb el dret a l'autodeterminació dels pobles. Exercir-lo és una manera de guanyar sobirania en tots els aspectes, ja sigui a nivell social, ambiental, econòmic, polític o cultural. | » |
| — Sergi Perelló | |   |